# يوري بتروف (لاعب هوكي جليد)
يوري بتروف (بالروسية: Петров, Юрий Анатольевич)‏ هو لاعب هوكي جليد روسي، ولد في 30 مارس 1984 في تولياتي في روسيا.

## وصلات خارجية
- يوري بتروف على موقع دوري الهوكي للقارات (الإنجليزية)
- يوري بتروف على موقع EliteProspects.com (الإنجليزية)
- يوري بتروف على موقع HockeyDB.com (الإنجليزية)